# Cullen tomentosum
Cullen tomentosum är en ärtväxtart som först beskrevs av Carl Peter Thunberg, och fick sitt nu gällande namn av James Walter Grimes. Cullen tomentosum ingår i släktet Cullen, och familjen ärtväxter. Inga underarter finns listade i Catalogue of Life.